# W54

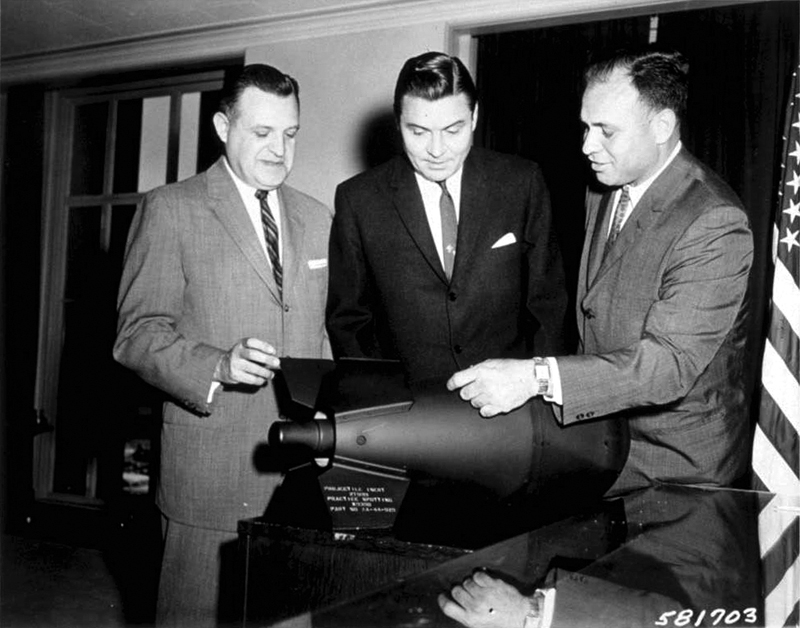
W54 핵탄두는 휴대용 M-388 데이비 크로켓 발사체에 사용되었다. 탄두의 크기가 비정상적으로 작은 것이 분명하다.

W54 핵탄두는 미국이 실전배치한 핵탄두 중에 가장 작은 모델이다. 무게 23 kg으로서, 1961년과 1962년에 400발을 생산했다.

## 파생형
- Mk-54 (Davy Crockett) — 10톤, 20톤 폭발력, 데이비 크로켓 휴대용 로켓포
- Mk-54 (SADM) — 10톤 - 1 kt, Special Atomic Demolition Munition, SADM은 핵배낭을 말한다.
- W-54 — 250톤 폭발력, AIM-26 팰컨 공대공 미사일
- W72 — 600톤 폭발력, AGM-62 월아이 유도 폭탄

## Mk-54 (SADM)
1950년대와 1960년대에 미국은 다양한 경량 핵폭탄을 개발했다. 가장 작은 것은 W54 핵탄두로서, 직경10.75 인치 (270 mm), 길이 15.7 인치 (400 mm), 무게 23 kg (50 lbs)이다. 기계식 타이머에 의해 점화되며, TNT 10 톤에서 1 KT 폭발력이다. W54 핵탄두는 데이비 크로켓 핵대포에 사용되었다.

## 같이 보기
- 핵무기 목록